# Latarnia morska Kiipsaare
Latarnia morska Kiipsaare – latarnia, zbudowana w 1933 roku, znajdująca się na półwyspie Harilaid na północno-zachodnim wybrzeżu wyspy Sarema, na terenie Parku Narodowego Vilsandi.

## Opis
Latarnia znajduje się na północno-zachodnim krańcu półwyspu Harilaid w północno-zachodniej części wybrzeża wyspy Sarema na terenie Parku Narodowego Vilsandi.
Pierwotnie, w północnej części półwyspu, stała zbudowana w czasie I wojny światowej drewniana latarnia piramidalna o wysokości światła 27 m. Wkrótce jednak podjęto decyzję o budowie latarni po drugiej stronie półwyspu. Po jej ukończeniu pierwsza latarnia została zburzona w 1937 roku.
Druga latarnia została wykonana z betonu w 1933 roku. Ma wysokość 25 metrów i taką samą wysokość światła. W momencie budowy była usytuowana około 100–150 metrów od brzegu morza.

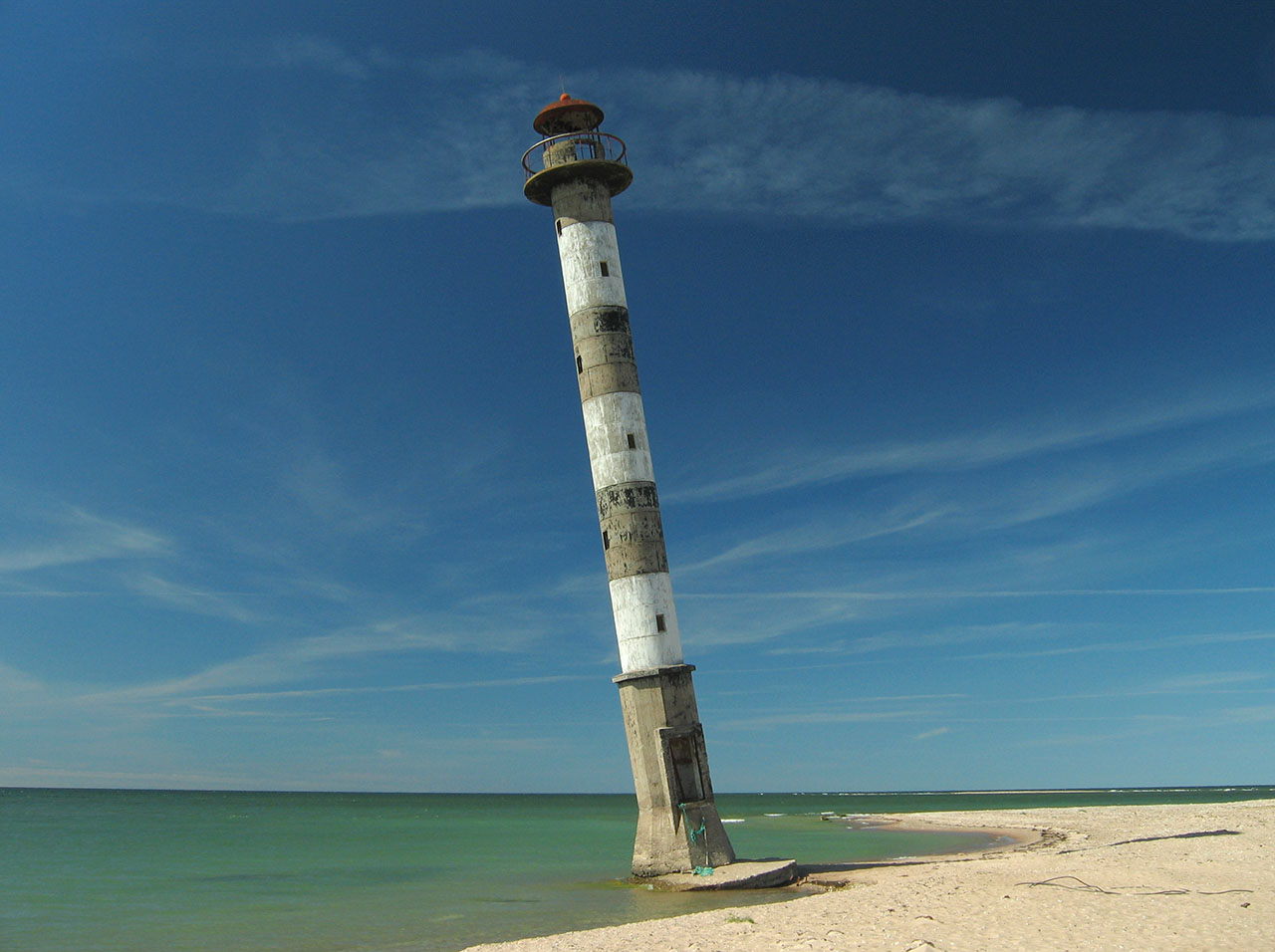
Krzywa latarnia w 2006 roku

Erozja brzegu spowodowała, że latarnia jest obmywana przez fale morskie (stoi w morzu w odległości ok. 50 m od brzegu), co doprowadziło do jej przechylenia. W latach 1992–2008 latarnia nazywana była „Krzywą wieżą z Pizy w Saaremaa”. Półwysep Harilaid narażony jest na erozyjną działalność fal morskich z południowego zachodu, zachodu, z północy i północnego zachodu. Tempa erozji w latach 1933–1955 nie można określić, natomiast w okresie 1955–1981 przebiegała w średnim tempie ok. 2 m na rok. Po 1981 roku procesy abrazyjne uległy przyspieszeniu: do 1995 roku ubyło 30 m lądu, a w latach 2001–2010 kolejne 50 m. Od 2008 roku działanie fal morskich spowodowało wyprostowanie latarni.
W latach 50. XX wieku latarnia została wyłączona z całodobowego użytku i pełni rolę dziennego punktu orientacyjnego.
Latarnia znalazła się w filmie Suleva Keedusa Somnambuul z 2003 roku.